# Grytsjön (Grimetons socken, Halland)
Grytsjön är en sjö i Varbergs kommun i Halland och ingår i Ätran-Himleåns kustområde. Sjön är 18 meter djup, har en yta på 0,155 kvadratkilometer och är belägen 76,2 meter över havet.

## Delavrinningsområde
Grytsjön ingår i det delavrinningsområde (633479-130125) som SMHI kallar för Utloppet av Grytsjön. Medelhöjden är 86 meter över havet och ytan är 0,6 kvadratkilometer. Det finns inga avrinningsområden uppströms utan avrinningsområdet är högsta punkten. Vattendraget som avvattnar avrinningsområdet har biflödesordning 2, vilket innebär att vattnet flödar genom totalt 2 vattendrag innan det når havet efter 22 kilometer. Avrinningsområdet består mestadels av skog (74 procent). Avrinningsområdet har 0,15 kvadratkilometer vattenytor vilket ger det en sjöprocent på 25,5 procent.